# Пензенская (станция)
Пензенское — железнодорожная станция Сахалинского региона Дальневосточной железной дороги. Названа по одноимённому селу, в котором расположена.

## История
Станция открыта в 1937 году в составе пускового участка Чехов-Сахалинский — Ильинск под названием Наёри.
В 1946 году после перехода станции под контроль СССР станция получила нынешнее название.
В марте 2012 года на перегоне Ильинск — Пензенская была введена в эксплуатацию микропроцессорная автоблокировка

## Деятельность
По параграфу станция способна осуществлять небольшие грузовые отправления со складов и на открытых площадках, а также продажу пассажирских билетов.
Пассажирское сообщение по станции представлено ежедневным пригородным дизель-поездом Южно-Сахалинск — Томари. По указанию раз в две недели назначается грузо-пассажирский поезд Южно-Сахалинск — Холмск, останавливающийся на станции.